# Seznam slovenskih pisateljev in pesnikov na Madžarskem
Seznam slovenskih pisateljev in pesnikov na Madžarskem.

## A
- Imre Augustič (1837–1879)

## B
- Jožef Bagari (1840–1919)
- Marija Bajzek Lukač (1960-)
- Mihael Bakoš (1742–1803)
- Štefan Baler (1760–1835)
- Janoš Banfi
- Irena Barber (1939–2006)
- Mihael Barla (1778–1824)
- Ivan Baša (1875–1931)
- Jožef Baša Miroslav (1894–1916)
- Štefan Bedič
- Štefan Bejek
- Mihael Bence
- Blaž Berke (1754–1821)
- Ferenc Berke (1764–1841)
- Ivan Berke (1814–1908)
- Mihael Bertalanitš (1788–1853)
- Štefan Bokan
- Adam Bokany († 1714?)
- Jožef Borovnjak (1826–1909)
- Franc Bükvič (1888–1969)

## C
- Franc Celec
- Juri Cipot (1793/1794–1834)
- Rudolf Cipot (1825–1901)

## D
- Mihael Domjan († 1737?)
- Akoš Dončec (1988–)
- Janoš Dončec
- Alojz Dravec (1866–1915)

## F
- Adam Farkaš (1730–1786)
- Ivan Flisar
- Janoš Flisar (1856–1947)

## G
- Mihael Gaber
- Alojz Gašpar (1848–1919)
- Karel Gašpar
- Štefan Gecler
- Matjaž Godina (1768–1835)
- Jožef Gostonj
- Franc Grah
- Matjaž Grah
- Franc Gumilar (1880–1972)
- Jožef Gjergjek
- Juri Gjurgjovitš

## H
- Jože Hirnök (1957–2024)
- Katalin (Katarina) Munda Hirnök
- Janoš Hodač
- Marija Hodač
- Karči (Karel) Holec (1969–)
- Andraš Horvat (18. stoletje–19. stoletje)
- Franc Hül (1800–1880)

## I
- Ferenc Ivanoci (1857–1913)

## J
- Ivan Jagodič (v sred. 17. stoletja)
- Ivan Jerič (1891–1975)
- Bartol Kocuvan

## K
- Janoš Kardoš (1801–1873)
- Anton Kerec
- Ferenc Kerec
- Janoš Kerec
- Mihael Kerec
- Jožef Klekl starejši (1874–1948)
- Jožef Klekl mlajši (1879–1936)
- Janoš Kocet
- Peter Kolar (1855–1908)
- Mihael Kološa (1846–1906)
- Jožef Konkolič
- Jožef Košič (1788–1867)
- Mihael Kotsmar (1698–1750)
- Juri Kous (1776–1829?)
- Laci Kovač (1950–)
- Mikloš Kovač
- Števan Kovatš (1866–1945)
- Štefan Kozar
- Štefan Kozel (18. stoletje)
- Jožef Kozo
- Karel Krajcar (1936–2018)
- Matjaš Krajcar
- Tomaš Križan († 1661)
- Floriš Kühar (1893–1943)
- Janoš Kühar (1901–1987)
- Števan Kühar (I) (1882–1915)
- Števan Kühar (II) (1887–1922)
- Štefan Küzmič (1723–1779)
- Mikloš Küzmič (1737–1804)

## L
- Mikloš Legen (17. stoletje–18. stoletje)
- Mirko Lenaršič (1882–1966)
- Adam Lutar (1839–1919)
- Grgo Lutar (1841–1925)
- Mihael Lutar († po 1651)
- Mikloš Lutar (1851–1936)
- Pavel Lutar
- Agošt Peter Lutarič (1708–1751)
- Štefan Lülik (1764–1847)

## M
- Miško Madjarič (1825–1883)
- Juri Marič
- Franc Marič (1791–?)
- Ferenc Merkli (1974–)
- Dušan Mukič (1981–)
- Francek Mukič (1952–)
- Marija Kozar Mukič (1952–)
- Janoš Murkovič (1839–1917)

## N
- Mihael Nemeš
- Gabriel Nenčič
- David Novak († dr. pol. 18. stoletja)
- Ferenc Novak (1791–1836)

## O
- Mihael Oska
- Ferenc Ošlaj (1883–1932)

## P
- Mihael Parnstein
- Štefan Pauli (1760–1829)
- Avgust Pavel (1886–1946)
- Irena Pavlič (1934–2022)
- Ivan Perša (1861–1935)
- Štefan Perša
- (Branko Pintarič) (1967)
- Štefan Pinter (1831–1875)
- Jožef Pustaj (1864–1934)

## R
- Franc Rapoša
- Vendel Ratkovič (1834–1907)
- Aleksander Rogač
- Andraš Rogan (17. st.)
- Kantor-učitelj Ružič (ob k. 18. stoletja)

## S
- Jakob Sabar (1802/1803–1863)
- Ivan Salasegi (pr. pol. ali v sr. 17. stoletja)
- Janoš Slepec (1872–1936)
- Jožef Sakovič (1874–1930)
- Štefan Selmar (1820–1877)
- Štefan Sijarto (1764/1765–1833)
- Jožef Smodiš (dr. pol. 17. stoletja)
- Štefan Smodiš (1758–1799)
- Bogo Smolej (1919–1999)
- Ladislav Sobotin († dr. pol. 18. stoletja)
- Marjana Sukič
- Mihael Svetec
- Sándor Szúnyogh (1942–1998)

## Š
- Janoš Šadl
- Franc Šbül (1825–1864)
- Janoš Šinkoh (v sredini 17. stoletja)
- Juri Šlejbič
- Anton Števanec (1861–1921)

## T
- Franc Talanji (1883–1959)
- Franc Temlin
- Janoš Terboč († 1651)
- Aleksander Terplan (1816–1858)
- Mihael Terplan

## V
- Mihael Sever Vanečaj (1699–1750)

## Z
- Terezija Zakouč

## Ž
- Štefan Žemlič (1840–1891)
- Franc Židov
- Štefan Žlebič
- Janoš Županek (1861–1951)
- Mihael Županek (1830–1905)